# Intercom (bedrijf)

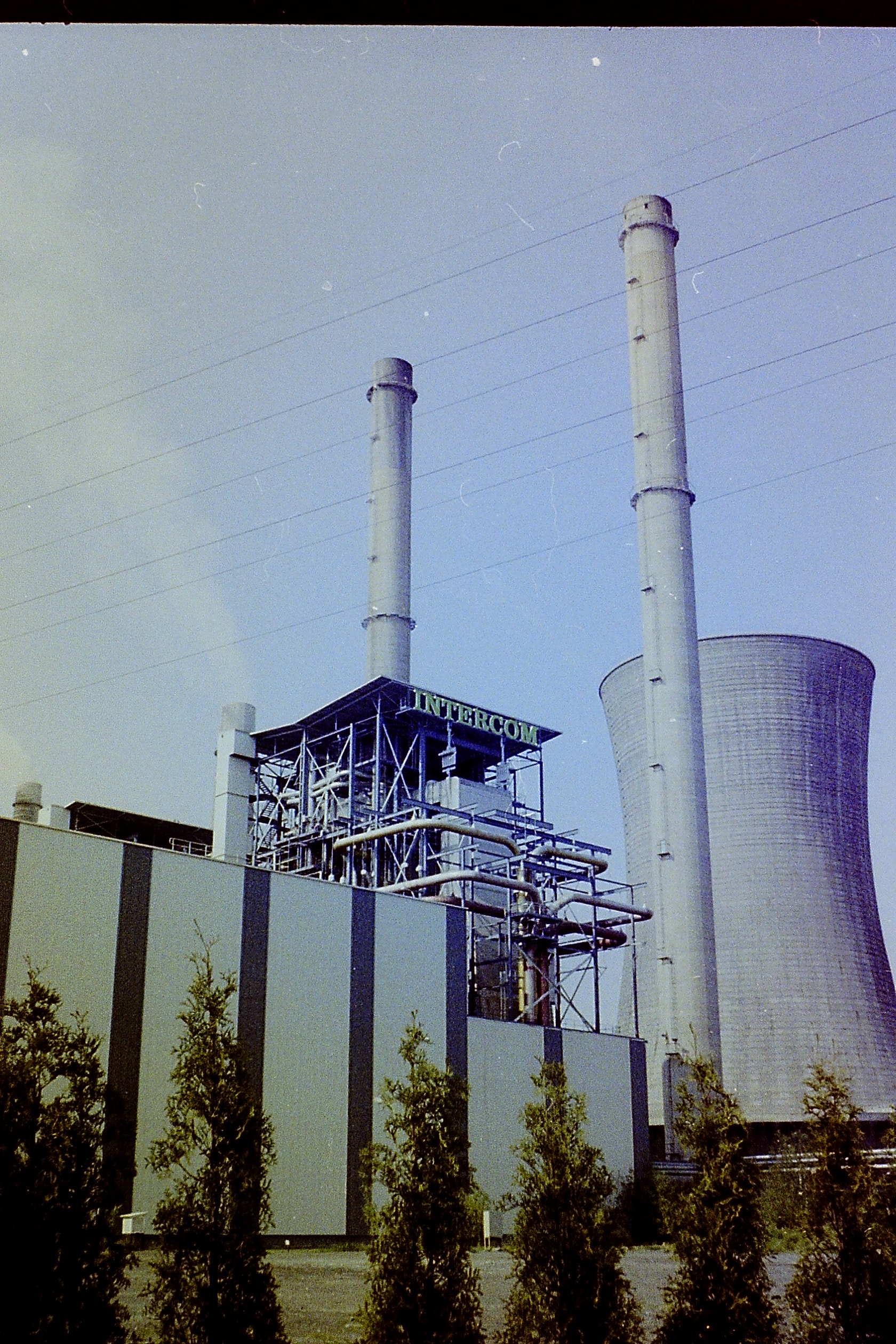
Intercom Drogenbos

Intercom (of Société Intercommunale Belge d'Électricité) was een Belgisch energiebedrijf dat in 1990 tezamen met Ebes en Unerg opging in Electrabel.

## Geschiedenis
Intercom werd doorheen zijn geschiedenis steeds bestuurd door het bedrijf Electrobel. De oorsprong van Intercom ligt bij de Société Intercommunale Belge d’Electricité een elektriciteitsbedrijf dat opgericht werd in 1901.

### Interescaut
Een voorganger van Electrobel, de Société Générale Belge d'Entreprises Electriques, creëerde in 1927 tezamen met de S.E.E. (voorganger van Ebes), een filiaal genaamd Interescaut. Deze onderneming had als enig doel elektriciteitsproductie. Interescaut bouwde een centrale in Schelle met een vermogen van 500 MW die in werking trad in 1930.

### Intercom
In 1962, voor de komst van het nucleaire tijdperk, is Intercom (met Electrobel als belangrijkste aandeelhouder) de belangrijkste elektriciteitsproducent in België met 3873 GWh en 949 MW geïnstalleerd vermogen. De tweede belangrijkste producent van elektriciteit was Ebes, met een productie van 2996 GWh in 1962 en een totaal vermogen van 747 MW.
De naam Intercom ziet het licht in 1966. Ondertussen participeerde Intercom ook in de uitbouw van het elektriciteitsnet in zijn regio (het centrale deel van het land) en werd het de bouwheer voor de kerncentrale van Tihange. Ebes en Unerg kregen echter ook participaties in de kerncentrale van Tihange.

### Fusie met Interbrabant
In 1974 besliste de overheid het elektriciteitslandschap te consolideren tot drie grote spelers. Hiertoe fuseerde Intercom met het elektriceitsbedrijf Interbrabant, dat onder meer over een elektriciteitscentrale in Brussel (Société Bruxelloise d'Electricité) en Vilvoorde (nu E.ON-centrale) beschikte.
In 1976 was deze fusieoperatie uitgevoerd waardoor de Belgische elektriciteitsmarkt bepaald werd door drie grote spelers: Ebes, Intercom en Unerg. Electrobel had aandelen in deze drie bedrijven. Electrobel op zich had als belangrijkste aandeelhouders de Generale Maatschappij van België en de Groupe Bruxelles Lambert. In 1982 was de verstrengeling nog toegenomen en bezat Electrobel 20% van de aandelen van Intercom, 6% van de aandelen van Ebes en via Ebes een klein aandeel in Unerg. Deze grote verwevenheid kondigde de fusie van de Belgische elektriciteitsbedrijven aan. Uit schrik voor een vijandige overname, kiezen ze voor een verdere consolidering. In 1990 fuseert Intercom met Ebes en Unerg tot Electrabel.

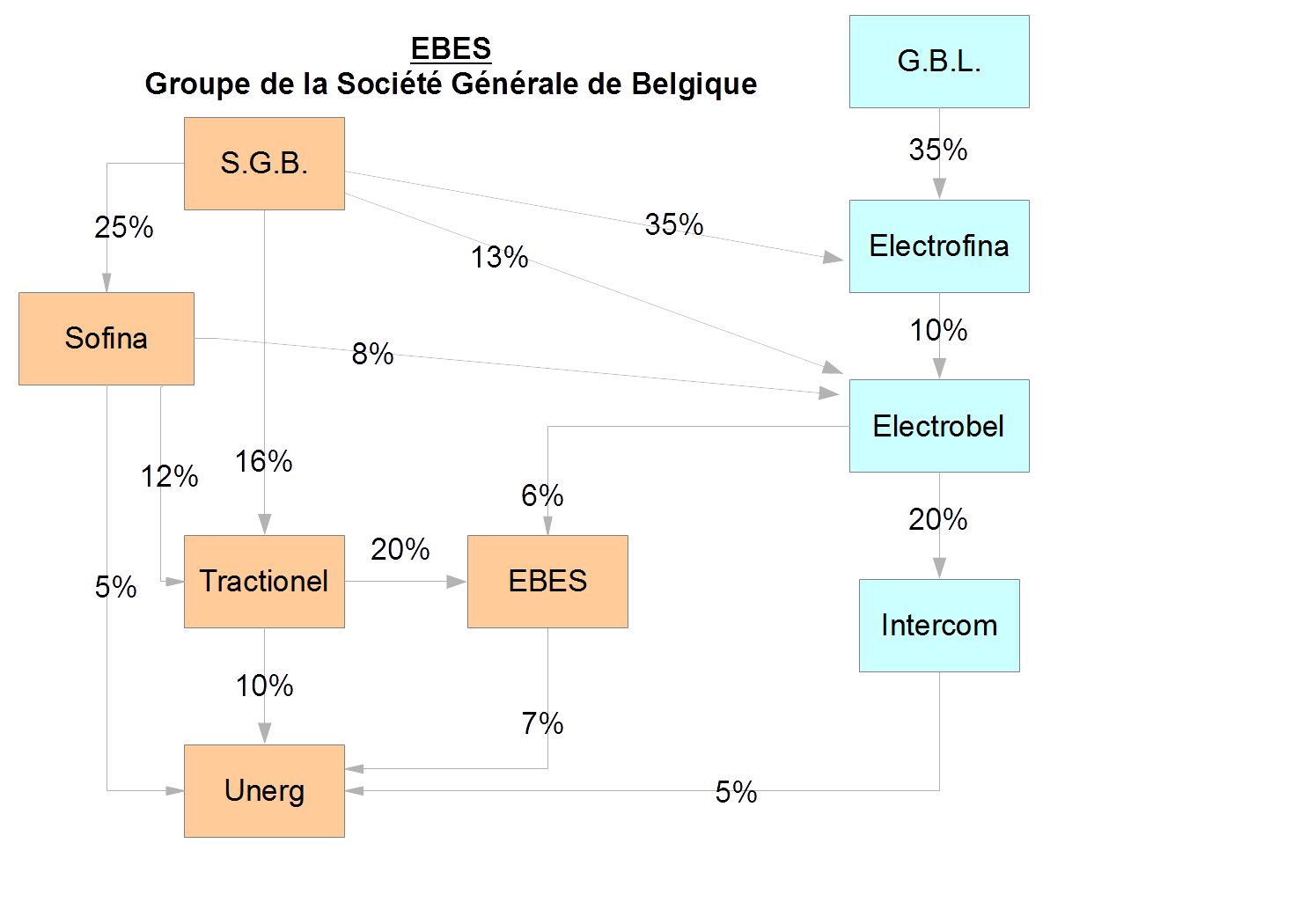
Vereenvoudigd organigram van de groep GM/Ebes, begin jaren 80